# ナイキ・アパッチ
ナイキ・アパッチ (Nike Apache)はアメリカ航空宇宙局（NASA）が運用していた2段式の固体燃料観測ロケットである。第1段にナイキロケット,第2段にアパッチロケットを採用した。1958年から1980年にかけて826機が打ち上げられ、788機が成功した。

## 仕様
- 全長 ： 8.31 m
- 直径 ： 0.42 m
- 翼幅 ： 1.52 m
- 全備重量 ： 728 kg
- ペイロード ： 36 kg
- 最大高度 ： 200 km
- 離昇時推力 ： 217 kN
- 燃料 ： ポリウレタン系固体燃料

## 関連事項
- 観測ロケット
- アメリカ航空宇宙局
- ナイキミサイル